# Grand Prix de Moscou
Le Grand Prix de Moscou est une course cycliste russe disputée à Moscou, organisée entre 2004 et 2015. Créé en 2004, il fait partie de l'UCI Europe Tour à partir de 2005, en catégorie 1.2. Il est par conséquent ouvert aux équipes continentales professionnelles russes, aux équipes continentales, à des équipes nationales et à des équipes régionales ou de clubs. Les UCI ProTeams (première division) ne peuvent pas participer.
L'édition 2004 était réservée aux espoirs.

## Palmarès
| Année | Vainqueur            | Deuxième             | Troisième             |
| ----- | -------------------- | -------------------- | --------------------- |
| 2004  | Roman Paramonov      |                      |                       |
| 2005  | Alexey Shmidt        | Alexander Khatuntsev | Sergey Kolesnikov     |
| 2006  | Alexander Khatuntsev | Yury Trofimov        | Sergey Kolesnikov     |
| 2007  | Roman Klimov         | Vitaliy Kondrut      | Andrey Klyuev         |
| 2008  | Oļegs Meļehs         | Timofey Kritskiy     | Anatoliy Yugov        |
| 2009  | Alexander Khatuntsev | Alexander Budaragin  | Eric Baumann          |
| 2010  | Esad Hasanović       | Valery Valynin       | Anton Vorobyev        |
| 2011  | Oleksandr Martynenko | Alexey Tsatevitch    | Alexander Serebryakov |
| 2012  | Vitaliy Popkov       | Alexander Mironov    | Ivan Stević           |
| 2013  | Ivan Kovalev         | Leonid Krasnov       | Oleksandr Martynenko  |
| 2014  | Leonid Krasnov       | Andriy Kulyk         | Andris Smirnovs       |
| 2015  | Siarhei Papok        | Ivan Savitskiy       | Dzmitry Zhyhunou      |